# Lewis Allsopp
Lewis Allsopp (falecido em 1835) foi um político e advogado britânico. Ele serviu como membro do Parlamento por Camelford entre 17 de abril de 1819 e 16 de junho de 1819. Ele também serviu como advogado para o Ducado da Cornualha.